# دوروتیا ویرر
دوروتیا ویرر (آلمانی: Dorothea Wierer؛ زادهٔ ۳ آوریل ۱۹۹۰) ورزشکار دوگانه اهل ایتالیا است.